# Vera Cuningham
Vera Irene Walpole Martin Cuningham, auch bekannt als Vera Cunningham (* 6. November 1897 in Goffs Oak, Hertfordshire, England; † 3. Mai 1955 in Hampstead) war eine britische Malerin, Bühnenbildnerin und Modell.

## Leben
Vera Cuningham wurde 1897 in Goffs Oak, Hertfordshire geboren. Sie studierte Malerei an der Central School of Arts and Crafts in London. Ab 1922 stellte sie mit der London Group aus und wurde 1927 Mitglied dieser Künstlervereinigung. Vera Cuningham war bekannt für ihre Beziehungen zu den Künstlern Bernard Meninsky und Matthew Smith, für die sie auch Modell stand. Mit Smith lebte sie zeitweise in Paris und London. Sie starb am 3. Mai 1955 in Hampstead, London.

## Werk
Vera Cuninghams Werk umfasst Porträts, Stillleben und Landschaften, oft in leuchtenden Farben und expressivem Stil. Ihre erste Einzelausstellung fand 1929 in der Bloomsbury Gallery in London statt. Ende der 1930er Jahre arbeitete sie auch als Bühnenbildnerin. Während des Zweiten Weltkriegs nahm sie an Ausstellungen der Civil Defence Artists teil. Zu ihren bekanntesten Werken zählen Susannah and the Elders (1934, Pallant House Gallery, Chichester), Woman Wearing a Large Hat (Victoria and Albert Museum) und Exuberant Flower (1954, Manchester Art Gallery).